# Tipula (Eumicrotipula) forsteri
Tipula (Eumicrotipula) forsteri is een tweevleugelige uit de familie langpootmuggen (Tipulidae). De soort komt voor in het Neotropisch gebied.